# Puerto de Allende
Puerto de Allende är en ort i Mexiko.   Den ligger i kommunen Tlalchapa och delstaten Guerrero, i den södra delen av landet, 180 km sydväst om huvudstaden Mexico City. Puerto de Allende ligger 430 meter över havet och antalet invånare är 131.
Terrängen runt Puerto de Allende är kuperad norrut, men söderut är den platt. Runt Puerto de Allende är det ganska glesbefolkat, med 23 invånare per kvadratkilometer. Närmaste större samhälle är Arcelia, 16,5 km sydost om Puerto de Allende. I omgivningarna runt Puerto de Allende växer huvudsakligen savannskog.